# Hydraena ranomafana
Hydraena ranomafana (лат.) — вид жуков-водобродок рода Hydraena из подсемейства Hydraeninae. Назван по имени места обнаружения типовой серии (Ranomafana)

## Распространение
Встречаются на Мадагаскаре (провинция Фианаранцуа, Ranomafana).

## Описание
Водобродки мелкого размера (около 1,7 мм), удлинённой формы. Основная окраска коричневая. Голова темнее переднеспинки, лоб темнее наличника; переднеспинка светлее надкрылий; ноги светло-коричневые. Сходство с Hydraena multiarcuata заключается в наличии дугообразных голеней (мезо- и метатибиев), но дуги значительно меньше, чем у сравниваемых видов, а габитус, окраска и размеры этих двух видов заметно различаются. Эдеагус имеет поверхностное сходство с таковым H. multiarcuata, но отличается по многим параметрам как дистальной и основной частями, так и размерами. Взрослые жуки, предположительно, как и близкие виды, растительноядные, личинки плотоядные.

## Классификация
Вид был впервые описан в 2017 году американским энтомологом Philip Don Perkins (Department of Entomology, Museum of Comparative Zoology, Гарвардский университет, Кембридж, США) по типовым материалам с острова Мадагаскар. Включён в состав подрода Monomadraena и видовой группы Hydraena (Monomadraena) simplicata.